# Wrigley Square
Wrigley Square es una plaza pública ubicada en la sección noroeste del Millennium Park en el Distrito Histórico de Michigan Boulevard del área del Loop de Chicago en el condado de Cook, Illinois (Estados Unidos). Está en la esquina sureste de la intersección de East Randolph Street y North Michigan Avenue. Alberga el Millennium Monument (Monumento del Milenio), una réplica casi a tamaño real del semicírculo de columnas de estilo dórico romano emparejadas (llamado peristilo) que originalmente se encontraba en esta área de Grant Park, cerca de Michigan Avenue y Randolph Street, entre 1917 y 1953. La plaza también tiene una gran zona verde y una fuente pública.

## Detalle
Ubicado entre el lago Míchigan al este y el Loop al oeste, Grant Park ha sido el patio delantero de Chicago desde mediados del siglo XIX. Su esquina noroeste, al norte de Monroe Street y el Art Institute, al este de Michigan Avenue, al sur de Randolph Street y al oeste de Columbus Drive, habían sido patios de ferrocarril y estacionamientos de Illinois Central hasta 1997, cuando estuvo disponible para el desarrollo por parte de la ciudad como Millennium Park. Hoy en día, Millennium Park solo está por detrás del Navy Pier como atracción turística de Chicago.
La plaza es una sección arbolada del Millennium Park con un gran césped. Cuenta con Wi-Fi gratis. La plaza se ha ganado la reputación de ser un lugar de cultura al aire libre al albergar una amplia gama de eventos culturales, como exposiciones de arte y fotografía locales e internacionales, así como actuaciones musicales en vivo ocasionales. Esta reputación recuerda al anterior lugar de encuentro neoclásico. Cuando el alcalde de Chicago, Richard M. Daley, inauguró la plaza, estaba dedicada a los donantes, conocidos como Founders Group, que financiaron Millennium Park.
En 2005, Millennium Park fue marcado para actualizaciones y mejoras. Se iban a añadir bancos a los 56 bancos originales. La arquitecta paisajista Kathryn Gustafson diseñó 14 nuevos 145,1 kg, "bancos Maggie" de aluminio en Millennium Park, principalmente en Wrigley Square, en honor a la esposa del alcalde Daley.
La plaza estaba destinada a servir como un espacio de exhibición para esculturas al aire libre, así como para pequeñas representaciones culturales, según Christopher Perille, vicepresidente de la Fundación Wrigley Square. El monumento del peristilo de la plaza es un recuerdo de la corporación, las fundaciones y las personas que hicieron posible Millennium Park.
Un modelo arquitectónico de Wrigley Square y Millennium Monument, diseñado por O'Donnell, Wicklund, Pigozzi y Peterson Architects, Inc. (OWP & P) en 2000, se exhibe en el Harold Washington Library Center.

### Peristilo original
En 1917, el peristilo original fue diseñado por el renombrado planificador de Chicago Edward H. Bennett, socio de Daniel Burnham en el Plan de Chicago y conocido por diseñar la cercana Fuente de Buckingham. Estaba ubicado en Grant Park en el mismo lugar que el actual Wrigley Square. El peristilo original se elevó a 12,2 m y tenía un diámetro de 30,5 m. El original estaba hecho de hormigón, que no resistió el clima frente del lago Míchigan. En 1953 fue demolido para dar paso al Grant Park North Garage. El peristilo original estaba en un paseo con balaustradas.

### Millennium Monument
Un regalo de William Wrigley, Jr. Company, la réplica del peristilo de piedra caliza se eleva a una altura de casi 12,2 m (una fuente dice que se planeó que las columnas se elevaran a 11,0 m), devolviendo una elegancia clásica a Grant Park. La Fundación William Wrigley, Jr. contribuyó con 5 millones de dólares al monumento, y toda la plaza, cuya construcción costó ese monto, fue nombrada en su honor. El Millennium Monument es un tributo a los benefactores individuales, corporativos y fundacionales de Millennium Park. El pedestal del peristilo está inscrito con los nombres de los 115 donantes financieros (incluida Oprah Winfrey) que hicieron las 91 contribuciones de al menos 1 millón de dólares cada una para ayudar a pagar el Millennium Park. The New York Times dice que el pedestal es de mármol francés, pero otras fuentes mencionan el uso de piedra caliza francesa. Estos 115 donantes se conocen como los fundadores de Millennium Park en los folletos oficiales del parque publicados por la Ciudad de Chicago y distribuidos en los centros de visitantes, así como en otras cuentas de prensa. Sus contribuciones no solo pagaron la construcción del parque, sino que también prevén su conservación continua.

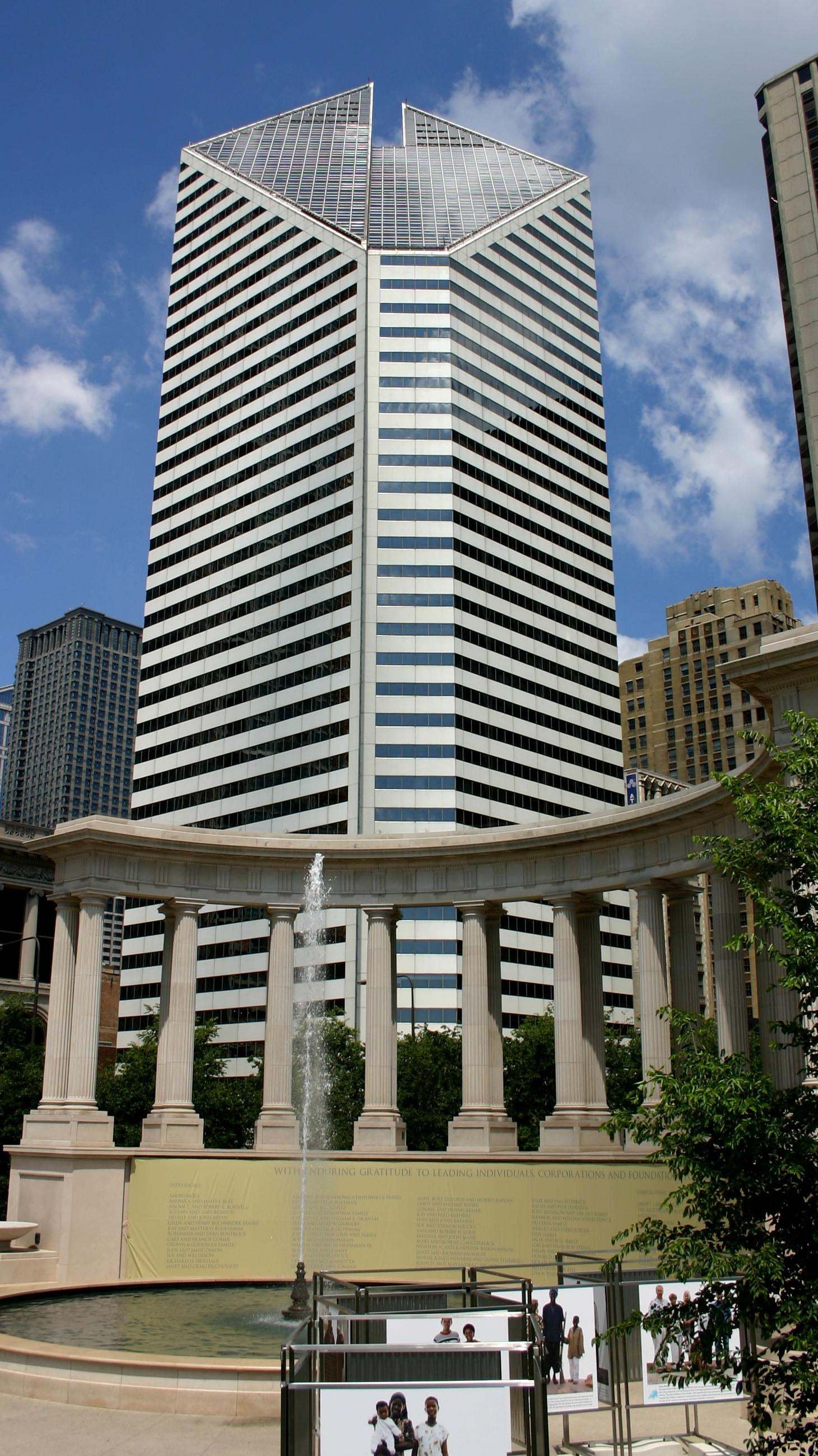
Visto con el Smurfit Stone Building

El diseño de David Dillon y Michael Patrick Sullivan (de OWP & P) se basa en dibujos originales de Bennett que se encuentran en el archivo del Distrito de Parques de Chicago.
Los derechos de denominación del espacio pertenecen a Wm. Wrigley Jr, la fundación que creó el chicle más famoso del mundo. Los funcionarios de Wrigley Company, incluido William Wrigley, Jr. II, querían contribuir al Millennium Park, y el aspecto histórico del peristilo les resultaba atractivo en parte porque el peristilo original se construyó aproximadamente al mismo tiempo que el Wrigley Building, la sede corporativa ubicada unas cuadras al norte, y porque ambos tienen son de estilo neoclásico.
Las 24 columnas estriadas emparejadas tienen la misma altura que el peristilo original. Sin embargo, la estructura se redujo a 24,4 m diámetro para dar cabida a la rampa accesible que corre detrás del monumento. Cada una de las columnas de piedra caliza está cortada en una cantera y está hecha de cinco secciones reforzadas con varillas y placas de acero. La fuente frente al monumento es una réplica en bronce de los fastigios que adornan el Wrigley Building. El pico de latón se hizo a partir de un molde de un fastigio de terracota en el Wrigley Building.
El frente del monumento tiene una placa puesta durante la inauguración. Además, en el reverso, aproximadamente en el mismo lugar, el monumento tiene una placa especial que conmemora la contribución de John H. Bryan como director de recaudación de fondos para el parque.
El modelo original del Millennium Monument fue el punto de partida de la aparición de Peristyle en Chicago. Hasta el día de hoy, se dice que no se compara con la una vez "presencia dominante" que una vez estuvo en su lugar, antes de ser demolido y reemplazado por un estacionamiento subterráneo. El nuevo monumento se redujo en aproximadamente un 15% para acomodar una rampa para sillas de ruedas para discapacitados en un espacio reducido. También incluye una versión "clásica" del original, incorporando una fuente en la base de la columna dórica del monumento de piedra caliza. El monumento, a pesar de ser relativamente pequeño en comparación con el resto de Grant Park, hace que su presencia sea conocida como el foco central para dar forma a Wrigley Square y el paisaje circundante. Wrigley Square es única por su fuente que, a diferencia de Buckingham Fountain, que está vallada, permanece abierta con una repisa circular para permitir a los visitantes del parque la libertad de sentarse junto al agua para disfrutar del ambiente.